# Episodi di Casa Keaton (quarta stagione)
La quarta stagione della serie televisiva Casa Keaton, composta da 28 episodi, è stata trasmessa negli Stati Uniti sul canale NBC dal 23 settembre 1985 all'8 maggio 1986.
In Italia è andata in onda su Italia 1 dal 23 giugno 1988 al 1º agosto 1988.
| nº | Titolo originale                                 | Titolo italiano                   | Prima TV USA      | Prima TV Italia |
| -- | ------------------------------------------------ | --------------------------------- | ----------------- | --------------- |
| 1  | Family Ties Vacation - Part 1                    |                                   | 23 settembre 1985 | 23 giugno 1988  |
| 2  | Family Ties Vacation - Part 2                    |                                   | 23 settembre 1985 | 24 giugno 1988  |
| 3  | Family Ties Vacation - Part 3                    |                                   | 23 settembre 1985 | 27 giugno 1988  |
| 4  | Family Ties Vacation - Part 4                    |                                   | 23 settembre 1985 | 28 giugno 1988  |
| 5  | The Real Thing - Part 1                          | Il vero amore - Parte 1           | 26 settembre 1985 | 29 giugno 1988  |
| 6  | The Real Thing - Part 2                          | Il vero amore - Parte 2           | 3 ottobre 1985    | 30 giugno 1988  |
| 7  | Mr. Wrong                                        | L'uomo sbagliato                  | 17 ottobre 1985   | 1 luglio 1988   |
| 8  | Designated Hitter                                | Quoziente d'intelligenza          | 24 ottobre 1985   | 4 luglio 1988   |
| 9  | Don't Go Changing                                | Non cambiare                      | 31 ottobre 1985   | 5 luglio 1988   |
| 10 | The Old College Try                              | La scelta del college             | 7 novembre 1985   | 6 luglio 1988   |
| 11 | My Tutor                                         | Amore e geometria                 | 14 novembre 1985  | 7 luglio 1988   |
| 12 | Mr. Right                                        | Un ragazzo alla moda              | 21 novembre 1985  | 8 luglio 1988   |
| 13 | Just One Look                                    | Quello sguardo speciale           | 5 dicembre 1985   | 11 luglio 1988  |
| 14 | How Do You Sleep?                                | Buona notte Alex                  | 12 dicembre 1985  | 12 luglio 1988  |
| 15 | You've Got a Friend                              | Un'amicizia dura da conquistare   | 19 dicembre 1985  | 13 luglio 1988  |
| 16 | Nothing but a Man                                | Nient'altro che un uomo           | 2 gennaio 1986    | 14 luglio 1988  |
| 17 | The Disciple                                     | Meglio soli che male accompagnati | 9 gennaio 1986    | 15 luglio 1988  |
| 18 | Where's Poppa?                                   | Dov'è papà?                       | 16 gennaio 1986   | 18 luglio 1988  |
| 19 | Fool for Love                                    | Pazzo d'amore                     | 23 gennaio 1986   | 19 luglio 1988  |
| 20 | Checkmate                                        | Scacco matto                      | 30 gennaio 1986   | 20 luglio 1988  |
| 21 | Engine Trouble                                   | Donne e motori                    | 6 febbraio 1986   | 21 luglio 1988  |
| 22 | A Word to the Wise - Part 1                      | La parola al saggio - Parte 1     | 13 febbraio 1986  | 22 luglio 1988  |
| 23 | A Word to the Wise - Part 2                      | La parola al saggio - Parte 2     | 13 febbraio 1986  | 25 luglio 1988  |
| 24 | Art Lover                                        | Amore per l'arte                  | 20 febbraio 1986  | 26 luglio 1988  |
| 25 | Teacher's Pet                                    |                                   | 2 marzo 1986      | 27 luglio 1988  |
| 26 | My Buddy                                         | Il mio amico                      | 6 marzo 1986      | 28 luglio 1988  |
| 27 | Once in Love with Elyse (a.k.a. "Loan Arranger") | Per amare Elyse                   | 1º maggio 1986    | 29 luglio 1988  |
| 28 | Paper Chase (a.k.a. "Mallory's Graduation")      | Un diploma sudato                 | 8 maggio 1986     | 1 agosto 1988   |